# Leptotarsus luteisubcostatus
Leptotarsus luteisubcostatus là một loài ruồi trong họ Ruồi hạc (Tipulidae). Chúng phân bố ở miền Australasia.